# Vörös fogoly

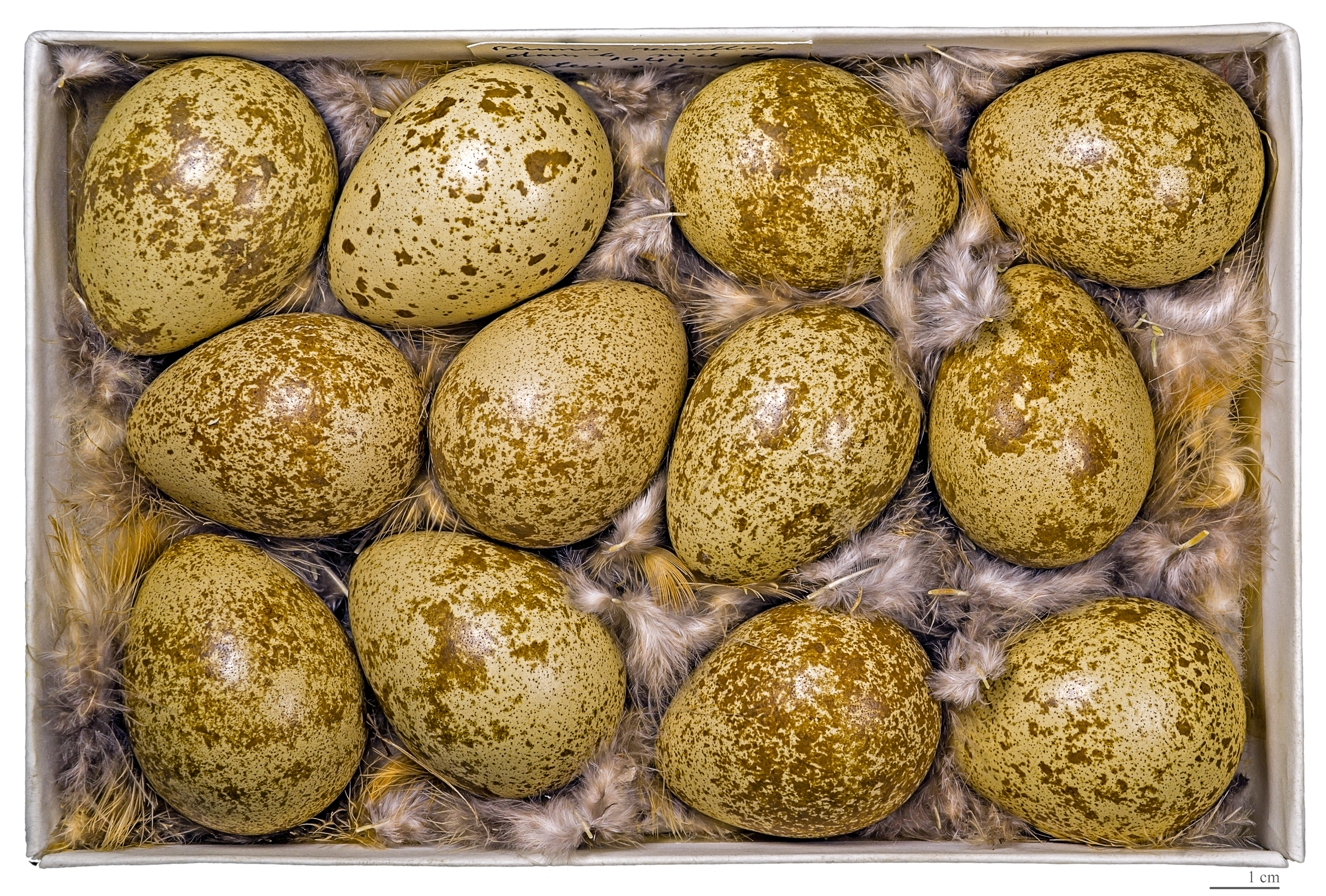
Alectoris rufa rufa

A vörös fogoly vagy vöröslábú fogoly (Alectoris rufa) a madarak osztályának tyúkalakúak (Galliformes) rendjébe és a fácánfélék (Phasianidae) családjába tartozó faj.

## Elterjedése
Nyugat-Európában honos. Betelepítették Angliába, a Baleár-szigetekre, a Kanári-szigetekre, az Azori-szigetekre és Madeirára. 
Sikertelenül próbálták meghonosítani az Egyesült Államokban, a Hawaii szigeteken, Ausztráliában és Új-Zélandon.

## Alfajai
- Alectoris rufa australis
- Alectoris rufa corsa – Korzika
- Alectoris rufa hispanica – Spanyolország, Portugália
- Alectoris rufa intercedens
- Alectoris rufa rufa

## Megjelenése
Testhossza 32–34 centiméter, szárnyfesztávolsága 45–50 centiméter, testtömege pedig 400–500 gramm. Csőre, szemgyűrűje és lába piros. Homloka szürke, torka fehér, fekete kerettel, nyaka fekete mintás. Szárnyain függőleges barna minta van.

## Életmód
A madár csapatokban él. Tápláléka magvak, gyümölcsök és rovarok. Körülbelül 6 évig él.

## Szaporodása
A vöröslábú fogoly az ivarérettséget egyéves korban éri el. A költési időszak április és augusztus között van. Évente egyszer néha kétszer is költ. Talajra rakja fészkét. A fészekaljban 10–20 krémszínű, rozsdavörös foltos tojás található. A tojó 23–25 napig kotlik. A kirepülés 10 nap, a kikelésük után történik meg, de a csibék csak 50–60 nap elteltével lesznek kifejlettek.

## Képek

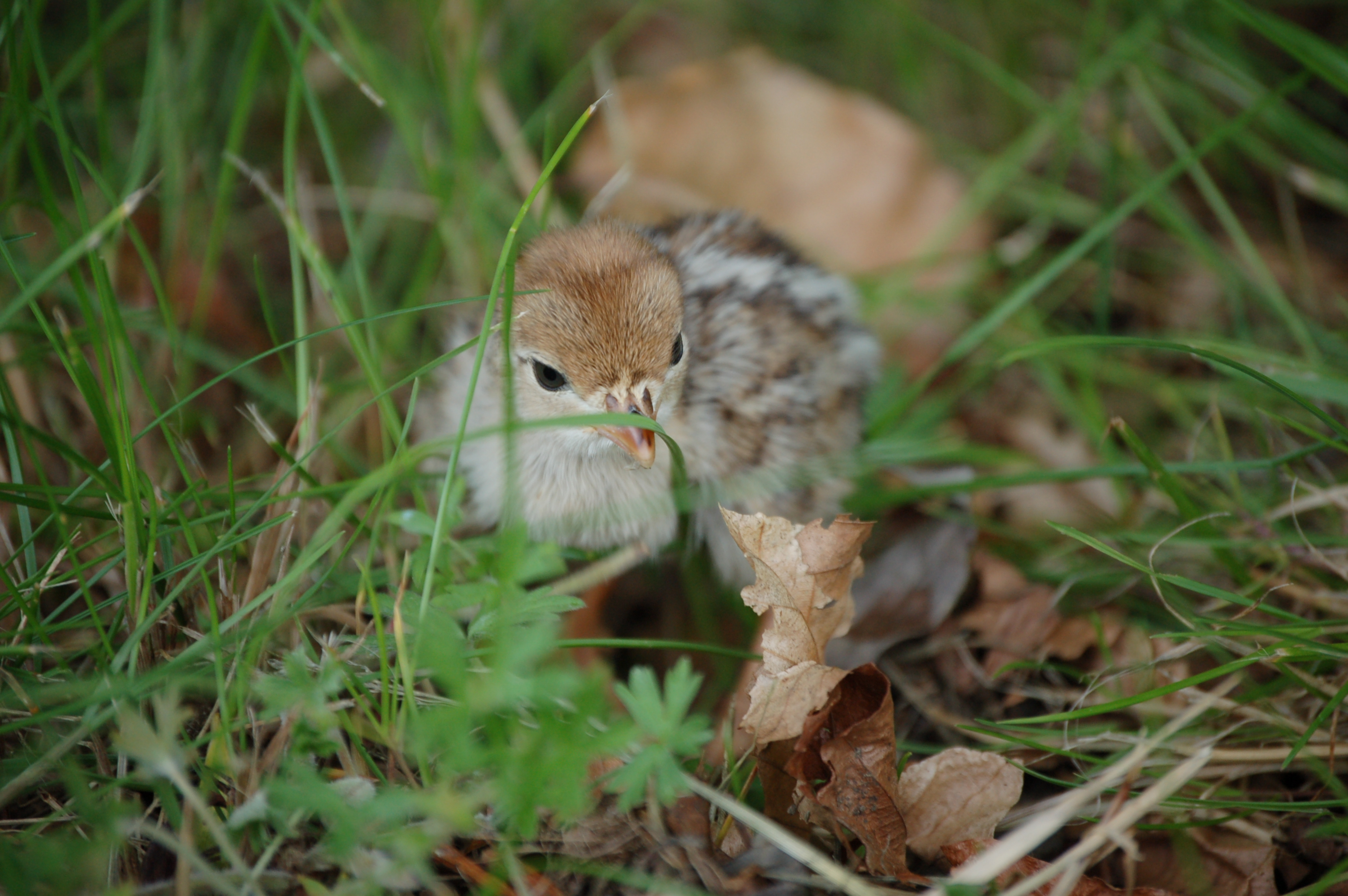
Fióka
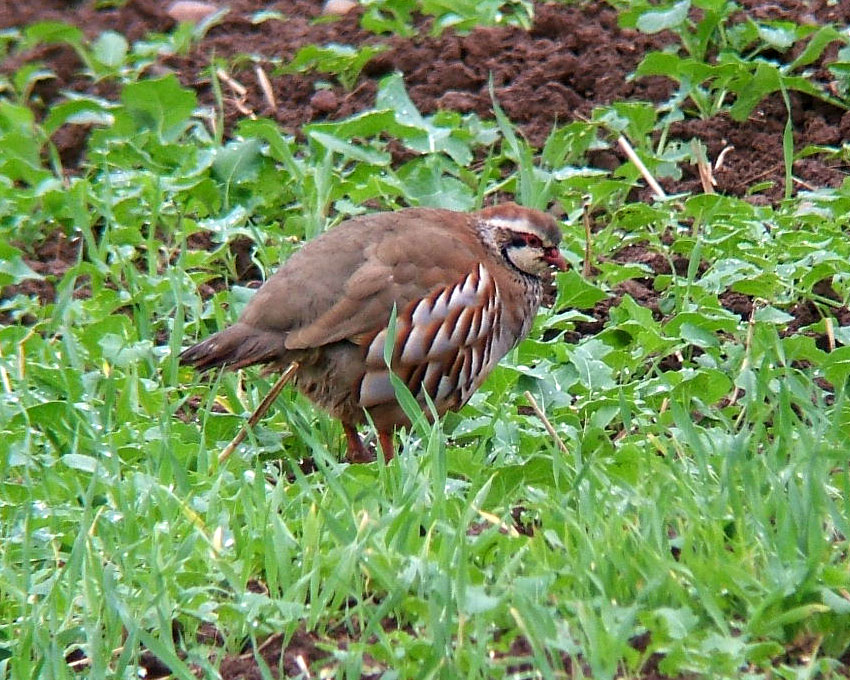
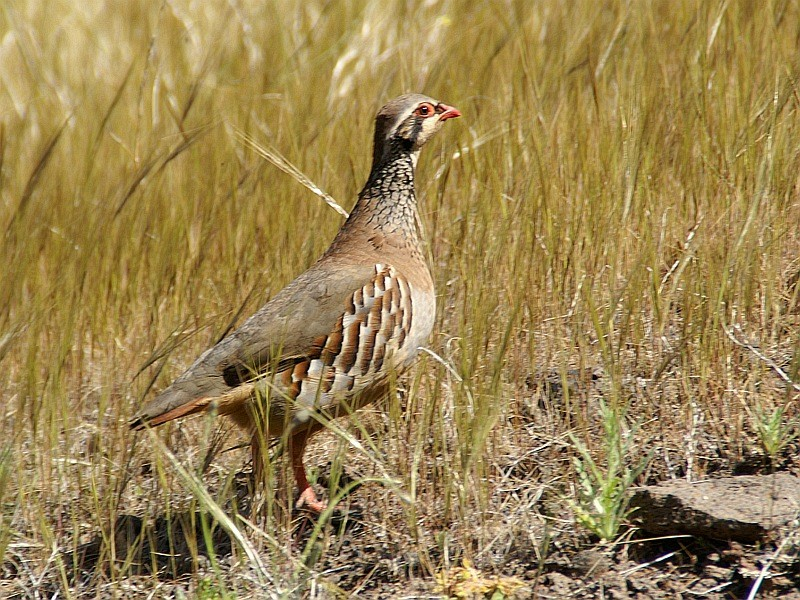

## Külső hivatkozások
- Képek az interneten a fajról
- Videó a fajról